# Marie Tourte-Cherbuliez
Pour les articles homonymes, voir Tourte et Cherbuliez.
Marie Tourte-Cherbuliez, née le 12 avril 1793 à Genève, morte le 19 août 1863 à Plainpalais, est une écrivaine de littérature d'enfance et de jeunesse, traductrice et critique littéraire suisse.

## Biographie

### Jeunesse, famille
Marie-Isaline Cherbuliez naît le 12 avril 1793 à Genève, dont elle également originaire. Elle est la fille aînée des six enfants du libraire Abraham Cherbuliez et de Louise-Sara Cornuaud son épouse. Avec ses frères Antoine-Élisée et Joël Cherbuliez, elle grandit dans l'élite intellectuelle de Genève. Elle épouse en 1816 Barthélemy-Isaac Tourte, régent au collège de Genève. 

### Critique littéraire, traductrice
Admiratrice du pédagogue Johann Heinrich Pestalozzi, Marie Tourte-Cherbuliez s'investit pour la littérature pour la jeunesse. Elle commence par écrire des recensions d'ouvrages de Jeremias Gotthelf dans les Bulletins littéraires, puis elle traduit en 1850 le roman historique Le fils de Tell (Der Knabe des Tell, 1846) de Jeremias Gotthel. C'est la première traduction en français de cet ouvrage, qui contribue à ranimer l'esprit patriotique suisse.
Marie Tourte-Cherbuliez traduit aussi des ouvrages anglais des écrivains britanniques Jane Marcet et Anthony Trollope. Elle écrit également des recensions d'ouvrages de William Thackeray.

### Romans et nouvelles pour la jeunesse
Ses propres livres portent sur l'éducation, les vertus familiales et religieuses, comme Annette Gervais. Scènes de famille, qu'elle publie en 1835, et La fille du pasteur Raumer. Scènes familières, de 1848.
Ses histoires ont généralement une jeune fille comme personnage principal. Les critiques étant bonnes, ses ouvrages sont traduits en allemand et en anglais.
Elle est l'un des rares auteurs de prose à cette époque en Suisse romande et appartient à la dernière génération d'écrivaines suisses de littérature à caractère sentimental et pédagogique.

### Décès, postérité
Marie Tourte-Cherbuliez meurt à Plainpalais près de Genève le 19 août 1863. De son mariage avec Barthélemy-Isaac Tourte, elle a trois enfants, dont le futur conseiller d'État Abraham Tourte,.

## Œuvres
- Journal d'Amélie, ou dix-huit mois de la vie d’une jeune fille. Scènes de famille, 2 volumes, 1834.
- Annette Gervais. Scènes de famille, 1835.
- Contes et récits pour la jeunesse, 1re série, 1836.
- La fille du pasteur Raumer. Scènes familières, 1848.
- L’enfant patriote, 1851.